# Yuri Prilukov
Yuri Aleksándrovich Prilukov (en ruso, Юрий Александрович Прилуков, n. 14 de junio de 1984 en Sverdlovsk) es un nadador ruso que compite en las distancias largas del estilo libre, 400 m, 800 m y 1500 m.

## Palmarés internacional

### Campeonatos Mundiales
| Año  | Lugar                          | Puesto | Categoría        |
| ---- | ------------------------------ | ------ | ---------------- |
| 2002 | Moscú ( Rusia)                 | 2º     | 4 × 200 m libres |
| 2003 | Barcelona ( España)            | —      | —                |
| 2004 | Indianápolis ( Estados Unidos) | 1º     | 400 m libres     |
| 2004 | Indianápolis ( Estados Unidos) | 1º     | 1500 m libres    |
| 2005 | Montreal ( Canadá)             | 2º     | 400 m libres     |
| 2005 | Montreal ( Canadá)             | 3º     | 800 m libres     |
| 2006 | Shanghái ( China)              | 1º     | 400 m libres     |
| 2006 | Shanghái ( China)              | 1º     | 1500 m libres    |
| 2007 | Melbourne ( Australia)         | 2º     | 1500 m libres    |
| 2007 | Melbourne ( Australia)         | 3º     | 400 m libres     |
| 2008 | Mánchester ( Reino Unido)      | 1º     | 400 m libres     |
| 2008 | Mánchester ( Reino Unido)      | 1º     | 1500 m libres    |

### Campeonatos Europeos
| Año  | Lugar                     | Puesto | Categoría        |
| ---- | ------------------------- | ------ | ---------------- |
| 2002 | Berlín ( Alemania)        | 1º     | 1500 m libres    |
| 2002 | Riesa ( Alemania)         | 2º     | 400 m libres     |
| 2002 | Riesa ( Alemania)         | 1º     | 1500 m libres    |
| 2003 | Dublín ( Irlanda)         | 1º     | 400 m libres     |
| 2003 | Dublín ( Irlanda)         | 1º     | 1500 m libres    |
| 2004 | Madrid ( España)          | 2º     | 400 m libres     |
| 2004 | Madrid ( España)          | 1º     | 1500 m libres    |
| 2004 | Madrid ( España)          | 2º     | 4 × 200 m libres |
| 2004 | Viena ( Austria)          | 2º     | 400 m libres     |
| 2004 | Viena ( Austria)          | 1º     | 1500 m libres    |
| 2005 | Trieste ( Italia)         | 1º     | 400 m libres     |
| 2005 | Trieste ( Italia)         | 1º     | 1500 m libres    |
| 2006 | Budapest ( Hungría)       | 1º     | 400 m libres     |
| 2006 | Budapest ( Hungría)       | 1º     | 1500 m libres    |
| 2006 | Helsinki ( Finlandia)     | 1º     | 400 m libres     |
| 2006 | Helsinki ( Finlandia)     | 1º     | 1500 m libres    |
| 2007 | Debrecen ( Hungría)       | —      | —                |
| 2008 | Eindhoven ( Países Bajos) | 1º     | 400 m libres     |
| 2008 | Eindhoven ( Países Bajos) | 1º     | 1500 m libres    |

## Medallero total
| Núm. | País    | Oro | Plata | Bronce | Total |
| ---- | ------- | --- | ----- | ------ | ----- |
| 1    | JJ. OO. | -   | -     | -      | -     |
| 2    | C.M.    | 6   | 3     | 2      | 11    |
| 3    | C.E.    | 14  | 4     | 0      | 18    |
|      | TOTAL   | 20  | 7     | 2      | 27    |

- Datos: Q527331